# Alfred Koechlin-Steinbach
Pour les articles homonymes, voir Alfred Koechlin.
Alfred Koechlin, prononcé ke'klɛ̃, dit Koechlin-Steinbach (né à Mulhouse le 19 septembre 1825 - mort à Mulhouse le 3 juillet 1872), est un industriel et homme politique français.
On ajoute à son nom celui de son épouse pour le distinguer d'Alfred Koechlin-Schwartz (1829-1895), fils d'un de ses cousins.

## Biographie
Alfred Koechlin est le fils du chimiste Daniel Koechlin-Schouch. Il est le neveu de Jean-Jacques et Nicolas Koechlin. Il est l'oncle du compositeur Charles Koechlin.
Issu d'un grande famille d'industriels mulhousiens, Alfred Koechlin épouse en 1850 Henriette Frauenfelder, fille adoptive de Jean-Georges Steinbach, directeur d'une importante usine textile. En 1854, il s'associe à son beau-père et l'entreprise prend le nom de Steinbach, Koechlin & Cie.
Chef de l'opposition républicaine libérale à Mulhouse sous le Second Empire, il apporte régulièrement son aide aux exilés républicains réfugiés en Suisse voisine.

Membre de la commission municipale qui administre Mulhouse à partir de septembre 1870, il propose au gouvernement de la Défense nationale d'équiper à ses frais un bataillon de cinq mille hommes.

Élu député du Haut-Rhin le 8 février 1871, il siège parmi les républicains modérés (centre-gauche) à l'Assemblée nationale de Bordeaux. Après avoir voté contre les préliminaires du traité de Francfort, qui prévoyaient la perte de l'Alsace-Moselle, il démissionna en même temps que ses trente-quatre collègues alsaciens et mosellans pour protester contre l'abandon des départements annexés (27 février).
Il meurt en 1872 à Mulhouse, où ses funérailles furent l'occasion d'une manifestation patriotique contre l'annexion. Auguste Scheurer-Kestner y lut un message de Léon Gambetta.

## Enfants
Des cinq enfants d'Alfred Koechlin-Steinbach, seuls deux sont arrivés à l'âge adulte :
- Hélène (1851-1928), qui s'est remariée en 1878 avec le député radical Louis Andrieux ;
- Georges Maximilien (1854-1904), officier de cavalerie et industriel à Belfort, qui s'engagea parmi les Dreyfusards.

Georges fit parler de lui en juin 1880 pour avoir provoqué Henri Rochefort en duel. Le célèbre polémiste, alors exilé à Genève, avait accusé Andrieux d'avoir commandité une tentative d'assassinat contre son fils lors de la répression d'une manifestation parisienne. Dans sa lettre, il mettait également en cause le beau-frère d'Andrieux, Georges Koechlin, qui venait de tuer un cousin lors d'un duel. Offensé par les insinuations de Rochefort, Georges le défia à l'épée. La rencontre eut lieu le 3 juin entre Versoix et Coppet. Les témoins de Rochefort n'étaient autres que Georges Clemenceau et Édouard Lockroy. L'offensé parvint à blesser Rochefort à l'épigastre.

## Pour approfondir